# Trixagus acutus
Trixagus acutus är en skalbaggsart som först beskrevs av Horn 1890.  Trixagus acutus ingår i släktet Trixagus och familjen småknäppare. Inga underarter finns listade i Catalogue of Life.